# Patrick Lyons
Patrick Francis Lyons (ur. 6 stycznia 1903 w Melbourne, zm. 23 sierpnia 1967) – australijski duchowny rzymskokatolicki, posługujący również w Nowej Zelandii. W latach 1944–1950 był biskupem diecezjalnym Christchurch, a następnie w latach 1957-1967 biskupem diecezjalnym Sale.

## Życiorys
Święcenia kapłańskie przyjął 6 stycznia 1927 w archidiecezji Melbourne, udzielił ich mu osobiście prefekt Kongregacji Rozkrzewiania Wiary kardynał Willem Marinus van Rossum CSSR. 16 marca 1944 papież Pius XII mianował go biskupem Christchurch w Nowej Zelandii. Sakry udzielił mu 2 lipca 1944 arcybiskup metropolita Melbourne Daniel Mannix, natomiast jego ingres miał miejsce 6 sierpnia 1944. W 1950 powrócił do Australii, gdzie 8 marca objął urząd biskupa pomocniczego Sydney ze stolicą tytularną Cabasa. 11 października 1956 został biskupem koadiutorem Sale, zaś 16 czerwca 1957 nastąpiła jego sukcesja na urząd biskupa diecezjalnego. Był ojcem soborowym podczas wszystkich czterech sesji soboru watykańskiego II. Zmarł 13 sierpnia 1967 w wieku 64 lat.